# 花鬘
花鬘，又称华云、华鬘、鬘云，花穿成一串套在脖子上。
花穿成花环就叫做鬘，这是印度人的习俗，用來作為佛教的法器，在許多佛教相關故事中經常出現。泰国有类似花鬘的泰式花环。